# Masja og Dasja Krivosjljapova
Marija og Darja Krivosjljapova (født 4. april 1950, døde 13. april 2003, Moskva, Rusland, kaldet Masja og Dasja), blev født som såkaldte siamesiske tvillinger. Det vil sige, at de oprindeligt var sammenvoksede ved fødslen i en vinkel på 180° nederst på rygsøjlen og delte mave, bækken og nedre ekstremiteter. Anatomisk benævnt som ischiogagus. 
Tvillingerne blev genstand for række medicinske eksperimenter, som har fået en del omtale de senere år. I 2000 blev de optaget i Guiness Rekordbog, som de ældste nulevende siamesiske tvillinger. Samme år medvirkede de i et videnskabeligt BBC Tv-program om sammenføjede tvillinger.

## Biografi
Mashj og Dasja blev forløst ved kejsersnit. De have to hoveder og overkroppe samt fire arme, men delte tyktarm (colon) og endetarm (rectum). De havde fire nyrer, men kun en blære og forplantningssystem. Cirkulationssystemet var også sammenvokset, så de havde fælles blodforsyning. De have tre ben, hvor det tredje var ufunktionelt, da det var to sammenvoksede ben. Sammenvoksningen nederst på rygsøjlen er i nogle kilder angivet til 90° og andre til 180°, angiveligt er vinklen rettet op fra 180° til omkring 90° ved træning, mens pigerne var ganske små og havde bløde knogler (se videolinks). De delte samme fødselsattest.
Da deres mor vågnede fra bedøvelsen, fortalte lægerne hende, at hendes to babyer var døde af lungebetændelse kort efter fødslen. Tvillingerne var derimod bragt til Institutet for Pædiatri (børnesygdomme) i det daværende Sovjetunionen, hvor forskerne de følgende år udsatte dem for en lang række forsøg, der efterfølgende er blevet meget kritiseret og beskrevet som var de "forsøgsdyr" i et besynderligt humant eksperiment.
Da forskerne efter seks-syv år var færdige med deres eksperimenter, blev Masja og Dasja flyttet til det centrale forskningsinstitut for traumatologi og ortopædi, hvor man fortalte dem, at deres mor var død kort efter fødslen. Men trods alt lod man dem være i fred for yderligere medicinske forsøg. Her tog plejersken Nadia Gorokhova sig af tvillingerne og forblev deres nære ven siden – de omtalte hende som deres "anden mor".
Masha og Dasha lærte i løbet af seks år, at gå ved hjælp af et par krykker. Hver søster havde kontrol over et ben. Filmklip fra 1950'erne (se video links) viser, at de blev ganske adrætte. Andre kilder skriver, at de kun kunne bevæge sig med stort besvær. De blev ved med at bruge krykkerne og senere fik de også en rullestol. Deres tredje, inaktive ben, blev bortopereret da de var omkring 16 år gamle.
Da de nåede teenageralderen, blev de i 1964 sendt på en kostskole for børn med motoriske problemer i det sydligere Rusland. Biografen Juliet Butler, som havde fulgt søstrene i 10 år, fortalte i 2000 til BBC, at perioden fra de var 13 til 20 år, var det mest behagelige tidspunkt i deres liv. Da Dasja var 18, blev hun dybt forelsket i en dreng ved navn Slava og det var meget gensidigt. Men Masja havde en helt anden karakter, hun var selv noget drenget. Hun plejede at snige sig til et par kys, dog var der ingen rigtig romantik. Hun forstod ikke, at Dasja faldt for kærligheden, men da hun indså, at hendes søster virkeligt havde forelsket sig, måtte hun gøre noget. Hun sagde til Dasja: »Hvad skal vi gøre? Du ved, jeg kan jeg ikke leve med Slava hele mit liv.« Hun satte virkeligt en stopper for romancen og tvillingerne rejste tilbage til Moskva – og det knuste Dasjas hjerte.
Tvillingernes mor havde fået en sindslidelse efter fødslen og tilbragte nogle år på et psykiatrisk center. Muligvis har en sygeplejerske på hospitalet alligevel vist hende de sammenvoksede børn. Faren var blevet presset af hospitalsledelsen til underskrive dødsattesten. Efter moderen blev udskrevet begyndte hun at søge efter sine børn. Ifølge den spanske avis El Mundo fik hun atter besked om, at børnene var døde, mens avisen Life skrev, at hun fandt frem til døtrene, da de var 35 år gamle og besøgte dem gennem fire år, hvorefter de nægtede at se hende. Også den danske avis BT skriver i 2000, at tvillingerne havde kontakt med deres mor i en periode efter de var 35 år gamle og citerer Dasja for at sige: »Men det eneste vi havde tilfælles var skyld, så vi stoppede besøgene. Nu er hun død.« BT skriver yderligere, at deres far også var død, men de havde to brødre og et stort antal kusiner og fætre, dog havde ingen af dem nogen sinde kontaktet tvillingerne.
Efterhånden som de kirurgiske muligheder blev bedre, kom der flere tilbud om at forsøge en adskillelse, men det ønskede tvillingerne ikke. Da BBC i 2000 spurgte dem om det, svarede Dasja: »Vi vil aldrig acceptere en sådan operation. Vi har bare ikke brug for det.« Og Masja tilføjede: »Selv da vi var små, ønskede vi det ikke. Vi er et lille kollektiv. Vi deler vores sorg og vores tårer.« Dasja sluttede af med: »Vi er 50 nu. Vi vil fortsætte sådan her, resten af vores liv.«
Masja og Dasja tilbragte livet på forskellige institutioner, men under Gorbatjovs glasnosttid fik tvillingerne forbedret deres livskvalitet. De talte ud på TV og efter deres optræden fik de i 1989 lov til at flytte til et mere tidssvarende hjem for ældre i Moskva. Et fransk firma tilbød dem et forsøg på separation og tvillingerne fik en rejse til Paris, selv om de sagde nej tak til en operation. Natten til den 13. april 2003 kaldte Masja på 'tante Nadia' – plejeren som havde taget sig af dem siden de var seks år og som de betragtede som deres anden mor. Masja sagde, at noget var galt, hun havde problemer med at trække vejret. Det var et akut hjertestop, angiveligt på grund af alkohol afhængighed. Tvillingerne blev bragt til et hospital, men da var Masja allerede død og genoplivningsforsøg uden virkning. Dasja troede søsteren blot sov. Med fælles blodcirkulation og dermed forgiftning, samt ingen mulighed for kirurgisk adskillelse, fik Dasja en døsende injektion og sov ind 17 timer senere. Tvillingerne blev kremeret den 17. april 2003.

## De videnskabelige forsøg
Biografen Juliet Butler fortalte i år 2000 til BBC: »USSR var en af de værst tænkelige lande, sammenvoksede tvillinger kunne blive født i. Ingen fik lov til at se dem. Lægerne have specielle pas for at gå ind til dem i det laboratorium, hvor de blev holdt skjult, og de skulle alle bære masker, så pigerne aldrig kunne sige, at de selv havde set lægernes ansigter. De blev påført smerter hver dag. Man ville stikke den ene med en nål for at se, om den anden ville græde; man kunne pakke den ene i is for at se, hvor hurtigt den andens temperatur faldt; man ville sulte en og fodre den anden regelmæssigt; eller give dem injektioner af stoffer for at se, hvor hurtigt det kom fra den enes krop over i den andens.« Det amerikanske magasin LIFE beskrev nogle af forsøgene i en artikel den 8. april 1966.
Medicinsk bemærkelsesværdigt var det imidlertid, at selv om pigerne delte det samme blod, fik de ikke de samme sygdomme. Gennem barndommen fik den ene mæslinger, den anden fik dem ikke. Dette fænomen gentog sig gang på gang. Den ene pige fik en forkølelse, mens den anden forblev rask. Den ene pige fik influenza, den anden ikke. Senere har det undret nogle sundhedseksperter, hvordan dette kunne forekomme. De delte samme blod, havde fælles fordøjelse, ekskretionsorganer, hormonsystem og skelet, men delte ikke de samme sygdomme.
Selv om Krivosjljapova-søstrene var sammenvoksede og delte meget, så udviklede de sig som to helt individuelle personer. Dasja havde et svagt immunsystem, var højrehåndet og nærsynet. Hendes søster derimod havde højere blodtryk, normalt syn, var venstrehåndet og blev ryger. Masja var også mere hård, nærmest drenget, og den der måtte bære det meste af vægten, når de gik. Den ene af tvillingerne udviklede en trang til alkohol efter en depression, men de forskellige kilder er uenige om hvem, dog nævner flest Dasja. Alkoholindtagelsen påvirkede imidlertid dem begge.
En teori går ud på, at de havde separate nervesystemer, da de havde separate rygsøjler. Begge oplevede de forskellige følelsesmæssige påvirkninger fra omgivelserne. Det passer med Claude Bernards teori om, at sygdommes årsag ikke skyldes bakterier, men derimod følelser, som medfører stress-påvirkning af hjernen, hvilket igen medfører en svækkelse af systemet og dermed plads til steder, hvor bakterier kan leve.